# Roberto Paci
Roberto Paci (Bologna, 18 luglio 1964) è un ex calciatore italiano, di ruolo attaccante.

## Carriera
Dopo una lunga gavetta in Serie C (7 differenti squadre in 7 anni) con una media realizzativa non elevata (mai oltre le 7 reti in una stagione) e una promozione in Serie B conquistata col Parma nella stagione 1985-86, nell'estate 1988 passò alla Lucchese, in Serie C1, diventandone una bandiera.
Coi rossoneri toscani conquistò la promozione in B nella stagione 1989-1990 e, salvo una breve parentesi con la Reggiana, disputò nove campionati tra i cadetti, formando una coppia d'attacco ben assortita con Massimo Rastelli e trascinando la squadra a sfiorare le promozione in Serie A nelle stagioni 1990-1991 e 1995-1996. Andò per cinque volte in "doppia cifra" nella classifica cannonieri (sei con la stagione spesa fra Lucchese e Reggiana), con un record di 20 realizzazioni nella stagione 1996-1997.
Dopo la retrocessione in C1 dell'annata 1998-1999 rimase alla Lucchese ancora una stagione, per poi concludere una carriera quasi ventennale (alla quale mancò l'esordio in Serie A) con la Viterbese.
In carriera ha totalizzato complessivamente 286 presenze e 108 reti in Serie B; in particolare, grazie ai 105 gol con la maglia della Lucchese è, assieme ad Andrea Caracciolo del Brescia, tra i soli ad avere realizzato più di 100 reti in cadetteria con un'unica squadra.

## Palmarès

### Club

#### Competizioni nazionali
- Coppa Italia Serie C: 1

Lucchese: 1989-1990
- Campionato italiano Serie C1: 1

Parma: 1985-1986 (girone A)